# Saint-Médard-sur-Ille
Saint-Médard-sur-Ille (tiếng Breton: Sant-Marzh-an-Il) là một xã của tỉnh Ille-et-Vilaine, thuộc vùng Bretagne, miền tây bắc nước Pháp.

## Dân số
Người dân ở Saint-Médard-sur-Ille được gọi là Médardais.
| Năm | 1962 | 1968 | 1975 | 1982 | 1990 | 1999 |
| --- | ---- | ---- | ---- | ---- | ---- | ---- |
| Dân số | 692  | 736  | 753  | 1002 | 1040 | 1154 |
| From the year 1962 on: No double counting—residents of multiple communes (e.g. students and military personnel) are counted only once. |      |      |      |      |      |      |